# Механічна коробка перемикання передач
Мануальна коробка передач (МКП) — механізм, призначений для східчастої зміни передавального відношення, в якому вибір передачі здійснює оператор (водій) вручну. Передачі перемикаються пересуванням шестерень, які по черзі входять у зачеплення з іншими шестернями, або блокуванням шестерень на валу за допомогою синхронізаторів. Синхронізатори вирівнюють частоту обертання шестерень, що вмикаються, і блокують одну з них із веденим валом. Пересуванням шестерень або синхронізаторів керує водій при вимкненому зчепленні.

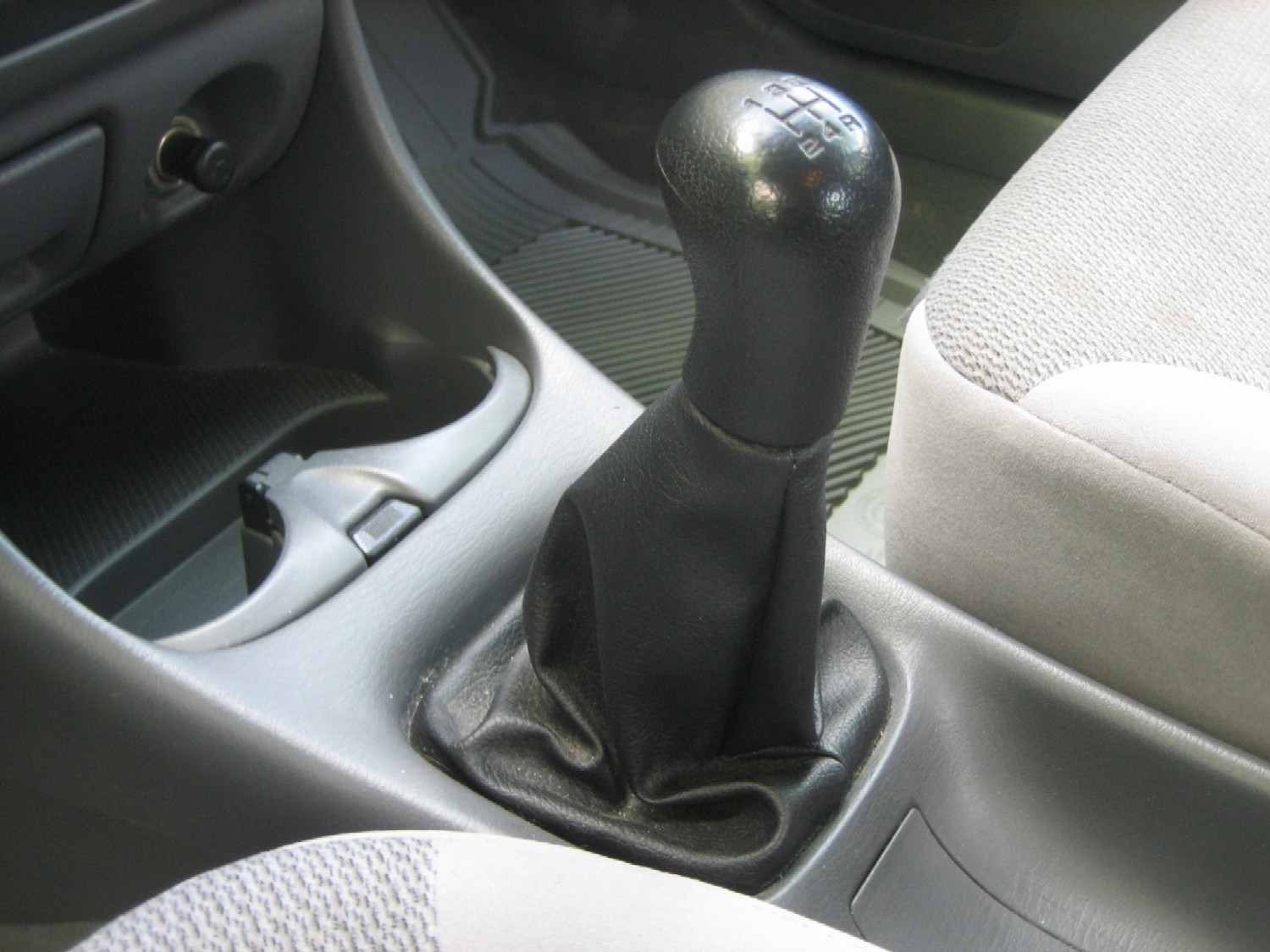
Ручка перемикання передач у сучасному авто із заднім ходом

## Призначення
Необхідність у наявності коробки передач є одним із головних недоліків двигуна внутрішнього згоряння.
Діапазон швидкостей обертання ДВЗ у більшості випадків (зазвичай від 500 до кількох тисяч об/хв) не збігається зі швидкостями обертання коліс автомобіля (зазвичай від 0 до 1800 об/хв). Інша особливість ДВЗ у тому, що максимальні значення крутного моменту досягаються у порівняно невеликому інтервалі, розташованому приблизно посередині між максимальними і мінімальними оборотами. Максимальна ж потужність розвивається на максимальних обертах.
Крім цього, коробка передач забезпечує рух автомобіля заднім ходом і дає змогу на тривалий час роз'єднувати двигун і ведучі колеса, що потрібно, коли двигун працює на холостому ходу під час руху автомобіля або на стоянці.

## Принцип роботи
Коротко, принцип роботи механічної КПП традиційного типу полягає в тому, що зубчасті шестерні в її корпусі можуть по черзі зачіплятися в різних комбінаціях, утворюючи декілька передач з різним передавальним числом.
Механічна коробка перемикання передач зазвичай працює в парі зі зчепленням. Воно служить для тимчасового роз’єднання двигуна і трансмісії. Це необхідно для перемикання передачі, оскільки коли двигун і вали КПП не роз’єднані і двигун працює, через коробку передач проходить великий обертальний момент, і перемикати передачі неможливо. У минулому існували МКПП, що працюють у парі з гідромуфтою або гідротрансформатором, проте незважаючи на великі переваги, в наш час[коли?] не використовуються.

## Будова

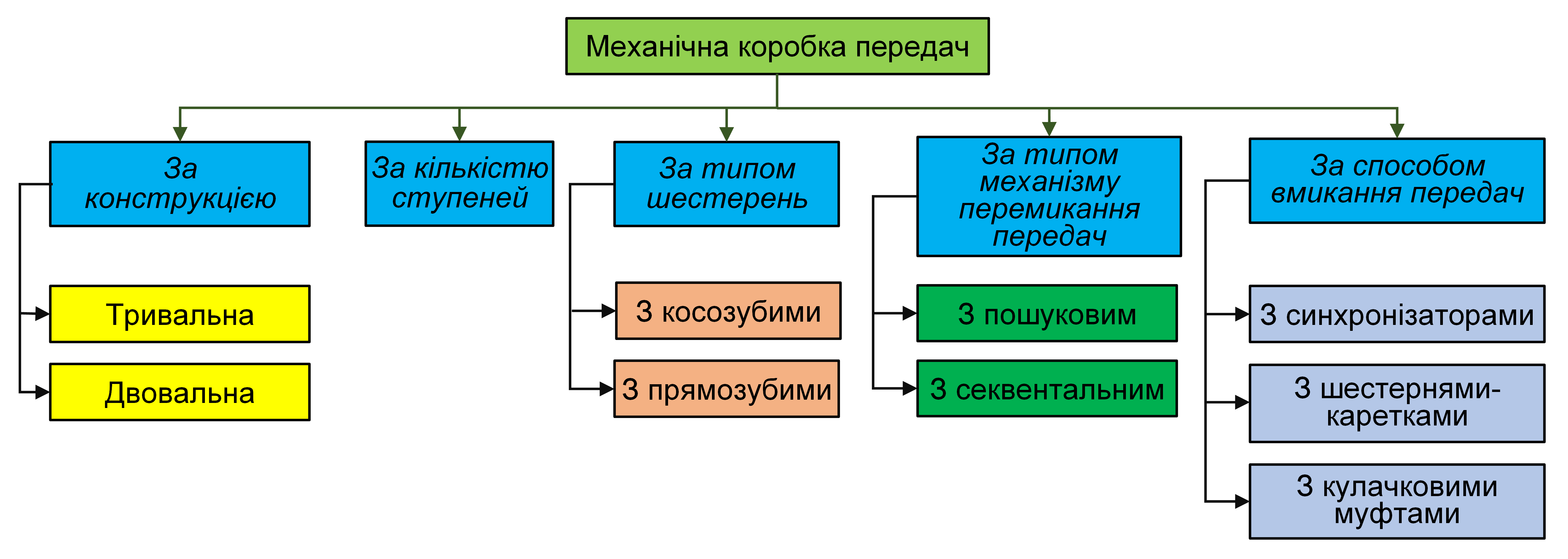
Класифікація механічних коробок передач

Будь-яка коробка передач традиційного типу є набором розташованих в єдиному корпусі (картері) паралельних осей (валів) з розташованими на них шестернями.
Далі розглядається тривальна коробка передач задньопривідного автомобіля класичного компонування з синхронізаторами і шестернями постійного зачеплення на передачах переднього ходу і несинхронізованою ковзною шестернею заднього ходу.
У таких механічних КПП присутні три вали: первинний, вторинний, проміжний.
- Первинний (ведучий) вал через зчеплення з’єднується з маховиком двигуна.
- Вторинний (підпорядкований) вал жорстко з’єднаний з карданним валом, або в тренсекслах — безпосередньо з головною передачею.
- Проміжний вал служить для передачі обертання від первинного валу до вторинного.

Зазвичай, первинний і вторинний вали розташовані один за іншим, вторинний спирається при цьому на підшипник, встановлений у хвостовику первинного. Жорсткого зв’язку вони не мають і обертаються незалежно один від одного. Проміжний вал розташований зазвичай під первинним і вторинним. На валах знаходяться блоки шестерень. Щоб зменшити гучність роботи, шестірні зазвичай роблять косозубими.
На первинному валу знаходиться одна шестерня, жорстко на ньому закріплена, і служить для передачі обертання проміжному валу. На вторинному валу розташований блок шестерень, шестірні якого вільно обертаються на валу, але конструктивно їх поздовжнє переміщення виключено. Для включення передачі, вони можуть блокуватися на валу, починаючи обертатися разом з ним.
Напроти кожної шестірні ведучого і веденого валів розташовані жорстко закріплені на своєму валу шестерні проміжного валу, які перебувають з розташованими навпроти шестернями ведучого і веденого вала в постійному зачепленні (Тобто всі шестерні в коробці передач завжди обертаються при русі авто вперед). Оскільки єдина шестерня первинного валу також жорстко закріплена на своєму валу, обертання з первинного вала на проміжний передається завжди. Включення ж потрібної передачі відбувається за рахунок залучення потрібної шестірні, розташованої на вторинному валу.
Саме вибір потрібної шестірні на вторинному валу і введення її в зачеплення з цим валом і є, по суті, вибором потрібної передачі.

## Основи пристрою

### Вали і шестерні
Будь-яка коробка передач являє собою набір розташованих у єдиному корпусі (званому картером) паралельних валів із розташованими на них шестернями.
У трьохвальній коробці передач є первинний, вторинний і проміжний вали.
Первинний (ведучий) вал через зчеплення з'єднується з маховиком двигуна.
Вторинний (ведений) вал жорстко з'єднаний із карданним валом.
Проміжний вал слугує для передачі обертання від первинного вала вторинному.
Первинний і вторинний вали розташовані послідовно, вторинний спирається при цьому на підшипник, встановлений у хвостовику первинного. Жорсткого зв'язку вони не мають і обертаються незалежно один від одного. Проміжний вал розташований під первинним і вторинним валами паралельно їм, нерідко зі зміщенням убік. На валах розташовані блоки шестерень. Щоб зменшити гучність роботи, шестерні зазвичай роблять косозубими.
На первинному валу розташована ведуча шестерня, що приводить проміжний вал у рух. На проміжному валу розташований блок проміжних шестерень, шестерні якого зазвичай жорстко з'єднані з проміжним валом і часто виготовляються як єдине ціле з ним. На вторинному валу розташовані ведені шестерні, які можуть або перебувати на поздовжніх шліцах вала та вільно переміщатися по них у поздовжньому напрямку (ковзні шестерні), або вільно обертатися на ньому (шестерні постійного зачеплення), у цьому разі їхнє поздовжнє переміщення унеможливлене, а передачу вмикають шляхом приєднання шестерні до вала ковзною на його шліцах муфтою ввімкнення передач, часто з механізмом, який вирівнює кутові швидкості вала та шестерні, - синхронізатором. У несинхронізованих КП спортивних автомобілів або спецтехніки для цієї ж мети часто використовуються кулачкові муфти.
У двовальній коробці передач є тільки первинний (ведучий) і вторинний (ведений) вали, а крутний момент передається безпосередньо з шестерень первинного вала на шестерні вторинного. Ковзні шестерні та/або шестерні постійного зачеплення зі ковзними муфтами включення (зубчастими або кулачковими) можуть розташовуватися як на первинному, так і на вторинному валу.
Зрідка для передачі обертання з первинного або проміжного вала на вторинний замість пар шестерень могли використовуватися багаторядні безшумні зубчасті ланцюги Морзе або Рейнольда, що особливо широко практикувалося на дорогих автомобілях до повсюдного введення малошумних косозубих шестерень постійного зачеплення. При цьому одну із зірочок ланцюгового приводу виконували як єдине ціле з валом, а пов'язану з нею ланцюгом другу (зазвичай - розташовану на вторинному валу) могло бути зафіксовано на своєму валу за допомогою зубчастої або кулачкової муфти, водночас ланцюг починав передавати крутильний момент.

### Перемикання передач
Між шестернями веденого вала розташовані муфти вмикання передач (або шліцьові муфти). На відміну від шестерень, вони закріплені на валу і обертаються разом із ним, але можуть рухатися вздовж його осі (вперед-назад).
За кількістю муфт увімкнення (або ковзних шестерень, якщо вони використані в конструкції замість муфт) розділяють коробки передач двоходові, триходові тощо. Так, у триходової коробки передач є три муфти ввімкнення, кожна з яких може блокувати на валу по дві шестерні, що відповідають певній передачі - тобто, у триходової коробки передач може бути від 4 до 5 передач переднього ходу (плюс задній хід). Чотириходова коробка може мати 6, 7 (плюс задній хід) або 8 передач (без заднього ходу) - останній варіант зазвичай застосовується в сільгосптехніці, де задній хід забезпечується окремим реверс-редуктором.
На сторонах шестерень вторинного вала, звернених до муфт включення передач, є зубчасті вінці. Такий самий вінець має задній торець ведучого вала. Відповідні зубчасті вінці розташовані на муфтах увімкнення.
Під час руху важеля перемикання передач, за допомогою спеціального приводу через повзуни приводяться в рух вилки перемикання передач, які можуть переміщати муфти вмикання в поздовжньому напрямку. Спеціальний блокувальний механізм (замок) при цьому не допускає одночасного вмикання двох передач. Замок фіксує два повзуни в нейтральному положенні під час руху третього (у триходовий КП), що унеможливлює одночасне вмикання двох передач.
Коли муфта увімкнення рухається в напрямку шестерні потрібної передачі, їхні зубчасті вінці зустрічаються, і муфта увімкнення, що обертається разом із валом, з'єднується з шестернею передачі, блокуючи її. Після цього вони обертаються разом, і коробка передач починає передавати обертання від двигуна на головну передачу через карданний вал.

## Двовальні та тривальні МКП
Найбільш ходовими є дві конструкції МКП - двовальні та тривальні, за кількістю наявних у них валів.
У двовальній КП крутний момент передається безпосередньо з шестерень з'єднаного з маховиком двигуна первинного (ведучого) вала на шестерні розташованого паралельно йому вторинного (веденого). При цьому коробка передач виходить простою і компактною, але на всіх передачах для передачі крутного моменту задіяні шестерні, що знижує ККД трансмісії під час руху на вищій передачі - щоправда, ціною певного його підвищення на проміжних завдяки меншій кількості задіяних у передачі крутного моменту деталей. Головна ж перевага таких КП - можливість компоновочно об'єднати двигун і всю трансмісію автомобіля в єдиний компактний силовий агрегат. Такими є коробки передач важких мотоциклів (вітчизняних "Урал" і "Дніпро"), практично всіх автомобілів із задньомоторним компонуванням і переднім приводом.
У трьохвальній коробці передач крутильний момент спочатку парою шестерень передається з первинного вала на розташований паралельно йому проміжний, а вже з його шестерень - на шестерні розташованого співвісно з первинним вихідного вала. Така КП виходить більш важкою і габаритною, але в ній може бути реалізовано пряму передачу, на якій крутильний момент передається без посередництва шестерень, з первинного вала одразу на вихідний, завдяки об'єднанню їх в одне ціле ковзною зубчастою муфтою. Ще одна перевага трьохвальної КП - можливість досягнення набагато більших передавальних чисел і загалом ширшого силового діапазону.
Наразі більшість легкових автомобілів, особливо - передньопривідних, має двовальні коробки передач, тоді як на вантажівках і позашляховиках, як і раніше, найпоширенішими є тривальні.
На сучасних автомобілях з метою підвищення компактності можуть також використовуватися трьох- і чотирьохвальні коробки передач, за принципом роботи відповідні двовальній - без проміжного вала, з передачею обертання з первинного вала одразу на один з декількох вторинних. Як правило ці коробки передач мають не менше 6 передач переднього ходу, наприклад - VW 0A5. У них крутний момент передається з первинного вала на головну передачу через перший, другий і третій вторинні вали, кінцеві шестерні яких постійно зачеплені з шестернею головної передачі. 
Такі коробки передач вирізняються малою довжиною, завдяки чому добре вписуються в щільно скомпонований підкапотний простір передньо- і повнопривідних автомобілів із поперечним розміщенням силових агрегатів.

## Синхронізовані та несинхронізовані МКП
Перші коробки передач являли собою дуже прості за влаштуванням прямозубі шестерінчасті редуктори, зміну передавального числа в яких здійснювали завдяки подовжньому переміщенню шестерень, що ковзають на подовжніх шліцах валів. Під час увімкнення передачі одну з шестерень зсували вздовж вала, водночас її зуби входили в зачеплення із зубами відповідної відповідної шестерні, шестерні вступали одна з одною в зачеплення і починали передавати крутильний момент. Для того, щоб зубчасті вінці шестерень увійшли в зачеплення, необхідно, щоб їхні окружні швидкості були хоча б приблизно однаковими. Однак окружні швидкості пари шестерень, що забезпечують передачу крутильного моменту, в момент увімкнення передачі зазвичай не збігаються, тож спроба просто перемістити їхні зубчасті вінці назустріч одна одній аж до контакту призведе до сильного удару в трансмісії, що супроводжується характерним скреготом і дуже швидким зносом зубців. Тому водієві доводилося, діючи педаллю акселератора і використовуючи спеціальні прийоми роботи зі зчепленням, грубо вирівнювати окружні швидкості шестерень, за умілого виконання чого вони в потрібний момент безшумно і ненаголошеної входили в зачеплення одна з одною.
Для грубого вирівнювання окружної швидкості шестерень під час перемикання передач слугує спосіб, який називають "подвійним витисканням": для перемикання між нижчою і вищою передачею спочатку витискають педаль зчеплення, вимикають передачу (коробка в "нейтралі"), відпускають зчеплення - водночас оберти первинного вала зрівнюються з оберти двигуна, - а потім знову натискають на його педаль і вмикають потрібну передачу. Під час перемикання з вищої передачі на нижчу застосовують "подвійний витиск із перегазуванням" - послідовність дій та сама, але коли коробка передач перебуває в нейтралі та за увімкненого зчеплення здійснюють "перегазування" - натискають на педаль акселератора, доводячи оберти колінчастого валу двигуна та пов'язаного з ним первинного валу коробки передач до оборотів, що приблизно відповідають оборотам трансмісії та пов'язаного з нею вторинного валу. Сила "перегазовки" залежить від вмикання передачі (точніше - оборотів двигуна на ній). На сучасному легковому автомобілі ці вміння теж можуть стати в пригоді - наприклад, допоможуть перемикати передачі в разі виходу з ладу зчеплення або необхідності різкого гальмування двигуном, якщо відмовила робоча гальмівна система.
Згодом на зміну прямозубим ковзним шестерням прийшли безшумні косозубі шестерні постійного зачеплення, які через косий малюнок зубів неможливо було в процесі роботи коробки передач тимчасово вивести із зачеплення - за умови увімкненого зчеплення вони завжди перебувають в обертанні, хоч і не завжди беруть участь у передачі крутного моменту. Увімкнення передач при цьому стало здійснюватися за допомогою окремих від шестерень ковзних зубчастих муфт, що обертаються разом із валом і здатні переміщатися уздовж нього, в крайніх положеннях фіксуючи на ньому ту чи іншу із сусідніх шестерень. Під час увімкнення передачі відповідна їй зубчаста муфта зміщується з нейтрального положення в одне з крайніх і фіксує відповідну шестірню на валу, переходячи на виконаний як одна деталь із цією шестірню зубчастий вінець із прямими зубами. Цей зубчастий вінець, як і сама зубчаста муфта, служить не тільки для ввімкнення передачі, а й бере участь у передачі крутного моменту. Це дещо полегшило роботу водія завдяки зменшенню зусилля на важелі (зусилля зсуву муфт набагато менше, ніж самих шестерень, які передають крутний момент), але не позбавило його від вищеописаних прийомів.
На деяких спортивних автомобілях і мотоциклах з несинхронізованими МКП передачі зазвичай перемикають без витискання зчеплення, що вимагає від водія великого досвіду (необхідно на рівні автоматизму доволі точно "вгадувати" необхідні в момент перемикання оберти двигуна).
На легкових автомобілях повністю несинхронізовані МКП застосовували здебільшого до середини 1930-х... кінця 1940-х років (у практиці радянського автомобілебудування - ГАЗ-А, М-1, ранні серії "Побєди", "Москвич-400"), після чого на більшості нових моделей стали синхронізованими хоча б вищі передачі переднього ходу.
Однак на важких вантажівках і тракторах, КП яких мають велику кількість передач - іноді до двох десятків - установлення синхронізаторів технічно дуже складне, тому що значно збільшує габарити, вартість і масу КП, а крім того, різко знижує довговічність, тому що синхронізатори є одним з елементів МКП, які зношуються найбільше. Водії-професіонали, які керують такими машинами, спеціально навчені здійснювати перемикання передач на несинхронізованій КП.
Крім того, несинхронізовані МКП іноді використовують на сучасних спортивних автомобілях і мотоциклах з двох причин: по-перше, досвідчений водій перемикає несинхронізовані передачі швидше (з меншою затримкою), а по-друге (що важливіше), такі коробки більш живучі при характерних для спорту високих навантаженнях. Щоправда, в них зазвичай використовують кулачковий механізм вибору передач (шестерні фіксують на валу не зубчастою, а кулачковою муфтою) і секвентальне управління, що дещо полегшує роботу водія. Кулачкові коробки з секвентальним механізмом управління використовуються і на більшості мотоциклів.
У синхронізованій МКП спеціальні пристрої - синхронізатори - не дають муфті, що вмикає, перейти з однієї шестерні на іншу, доки їхня швидкість не вирівняється, а також забезпечує вирівнювання їхніх окружних швидкостей.
Найпростіший конусний синхронізатор (типу Borg-Warner) являє собою бронзове блокуюче кільце, розташоване на валу між зубчастим вінцем шестерні відповідної передачі та ковзною муфтою ввімкнення. Кільце має внутрішню конічну поверхню, звернену в бік шестерні, і зубчастий вінець, звернений у бік муфти. На конічній поверхні виконано різьблення, призначене для прорізання масляної плівки. Матеріал блокувального кільця вирізняється зносостійкістю і високим коефіцієнтом тертя. Воно з'єднане з муфтою, що ковзає, за допомогою сухарів таким чином, що її переміщення уздовж вала спричиняє переміщення відповідного блокувального кільця в тому самому напрямку.
Під час увімкнення передачі вилка перемикання починає зрушувати муфту в бік відповідної шестерні. Для увімкнення передачі муфта має перейти на зубчастий вінець шестерні, зафіксувавши її на валу, але наразі це неможливо, тому що окружні швидкості шестерні та муфти з кільцем, що блокує, не рівні, водночас вінець кільця, що блокує, утримує муфту від контакту із зубчастим вінцем шестерні, запобігаючи їхньому підвищеному зношуванню. Через сухарі рух муфти передається блокувальному кільцю, яке теж починає зміщуватися по валу в бік шестерні, на якій є конічна поверхня, що відповідає конічній поверхні блокувального кільця. Своєю конічною поверхнею блокувальне кільце вступає у взаємодію з конічною поверхнею шестерні, водночас у момент їхнього дотику різьблення на конічній поверхні блокувального кільця прорізає масляну плівку на конусі шестерні, провокуючи тертя металу об метал. Сила тертя між блокувальним кільцем, що обертається з тією самою швидкістю, що й муфта, і конусом шестерні вирівнює їхні кутові швидкості, провертаючи блокуюче кільце в таке положення, що зуби його вінця, ковзної муфти та вінця шестерні передачі стають в один ряд, після чого муфта може легко перейти на зубчастий вінець шестерні, фіксуючи її на валу й умикаючи таким чином передачу.
Синхронізатори можуть розташовуватися на будь-якому з валів коробки передач, або навіть на кількох валах одночасно.
У минулому синхронізованими були лише вищі передачі. Наприклад, у коробці передач "Волги" ГАЗ-21 і багатьох автомобілів того ж часу синхронізовані були тільки II і III передачі, а I передача і передача заднього ходу - синхронізаторів не мали. У цьому разі керування автомобілем було все ж таки істотно простішим, ніж із повністю несинхронізованою коробкою передач: більшу частину часу водій намагався рухатися на синхронізованих вищих передачах, переходячи на несинхронізовані лише за великої потреби (наприклад, інструкція до ГАЗ-21 рекомендувала переходити на першу передачу лише під час сповільнення до швидкості 5 км/год), а для безшумного та безударного увімкнення несинхронізованих передач застосовувався спеціальний прийом - витиснувши зчеплення, спершу важіль перемикання передач. При цьому відбувається вирівнювання швидкостей валів коробки передач, що дає ефект, практично аналогічний наявності на цій передачі синхронізаторів. Застосування цього прийому дає змогу не тільки уникнути неприємного скреготу під час увімкнення несинхронізованої передачі, а й значно збільшити ресурс її шестерень. У щільному потоці транспорту це, однак, часто викликало малоприємні затримки під час рушання з місця, тому до середини шістдесятих років на нових моделях було здійснено перехід до повністю синхронізованих коробок передач, більш адаптованих до нових умов міського руху.
В абсолютної більшості сучасних легкових автомобілів синхронізовані всі передачі як мінімум переднього ходу, а в дуже багатьох - і заднього. Застосовуються багатоконусні синхронізатори (подвійні, потрійні), що дають змогу підвищити ефективність синхронізації та зменшити необхідне зусилля за рахунок збільшення кількості пар тертя.

## Механізми управління
У класичній МКП для вибору потрібної передачі служить важіль перемикання передач. З його допомогою в будь-який момент можна ввімкнути будь-яку з наявних передач (крім заднього ходу, ввімкнення якого в деяких конструкціях КП можна зробити тільки після розблокування спеціального запобіжника).
Розташування важеля і система приводу можуть значною мірою варіюватися залежно від компонування автомобіля і поточної моди.
Важіль розташований на кришці коробки передач (зазвичай зверху або збоку), або на спеціальному подовжувачі, і безпосередньо або за допомогою розташованих усередині подовжувача штоків впливає на вилки вибору передач. У цьому разі всі механізми перемикання розташовані всередині корпусу коробки і важіль безпосередньо переміщує вилки перемикання передач, що впливають на муфти перемикання передач або ковзаючі шестерні. Основний плюс такої схеми - найвища чіткість перемикання передач, причому практично не страждає навіть після тривалої експлуатації. Крім того, для неї характерні високі надійність і довговічність. Недоліки - через особливості компонування важіль, розташований на корпусі коробки, може виявитися відносно місця водія сильно винесено вперед або - за вагонної компоновки - зміщено назад (РАФ-2203, ГАЗ-66), що робить перемикання передач незручним; також з огляду на те, що важіль розташовано безпосередньо на силовому агрегаті, на нього передаються вібрації, що особливо помітно під час використання неврівноважених двигунів на кшталт рядних "четвірок". Застосовність такого приводу різко обмежена компонуванням автомобіля, за якого КП розташована відносно недалеко від водія.
Так, на автомобілі ГАЗ-69 застосовувалася триступенева двоходова МКП, що має привід від важеля, безпосередньо розташованого на бічній кришці. Автомобіль "Волга" ГАЗ-24 і всі наступні моделі ГАЗ (крім найостанніших) мають триходові МКП з важелем, розташованим на спеціальному виступі верхньої кришки КПП, що дало змогу змістити важіль назад, розташувавши його над подовжувачем картера КП, забезпечивши більш зручне перемикання. Мікроавтобуси РАФ, що мають в основі агрегати "Волги" ГАЗ-24, на тій самій волгівській МКП мають кришку дещо іншої конструкції з винесеним уперед важелем, що за вагонного компонування робить важіль більш-менш доступним для водія - однак для такого компонування це, скоріше, виняток із правила. Задньопривідні моделі ВАЗ мають важіль, розміщений на задній кришці КП зверху.
З іноземних автомобілів аналогічну конструкцію ще нещодавно широко застосовували на задньопривідних моделях, таких як Ford Sierra, Ford Scorpio, старі моделі Volvo з КП моделей M40, M41 і подібними, і багато інших.
Наразі такий привід КП застосовується порівняно рідко, оскільки автомобілі класичного компонування трапляються здебільшого в преміум-сегменті ринку, де до рівня ергономіки, вібрацій і шумів висуваються підвищені вимоги, що змушує застосовувати вельми складні приводи вибору передач, на кшталт тросового. Проте, він широко поширений на пікапах і позашляховиках, де істотними виявляються більш високі рівні надійності та довговічності, а також спортивних моделях. Зокрема, в трансмісіях фірми Borg-Warner, таких, як легендарна Tremec T-5 (Ford Mustang, Chevrolet Camaro, Pontiac Firebird тощо), і в модельному ряду фірми Chrysler, головним чином у марках Dodge і Jeep.
Важіль розташований дистанційно (підлогою, на рульовій колонці або на панелі приладів) і пов'язаний з КП за допомогою розташованих поза корпусом коробки тяг (званих зазвичай "кулісою"), валика або тросів Боудена (в останні десятиліття цей варіант застосовується особливо широко). Плюси такого рішення - зручне розташування важеля, відсутність передачі на нього вібрацій і практично повна свобода в компонуванні автомобіля. При цьому привід тягами менш довговічний і з часом допускає розбовтування, що вимагає регулювання або заміни куліси. Крім того, чіткість перемикання передач з таким механізмом перемикання зазвичай значно гірша, ніж при безпосередньому розташуванні важеля на корпусі КП. Такий привід мають усі автомобілі "Москвич", ГАЗ-20 і ГАЗ-21, УАЗ вагонної компоновки (мікроавтобуси, "пуголовки"), "Запорожець" (як і всі задньомоторні моделі) і практично всі автомобілі з поперечно розташованим двигуном (тобто, більшість сучасних моделей).
Також на деяких моделях використовувалися (і використовуються) пневматичні або електромеханічні системи приводу. Поширені вони головним чином на важких вантажівках, автобусах і тракторах, на яких коробку передач часто розташовано далеко від місця водія, і механічний привід вийшов би занадто громіздким і ненадійним, до того ж безпосереднє перемикання передач вручну було б занадто утруднене великим потрібним для переміщення муфт зусиллям, що вимагає використання сервоприводів.
Крім того, існують механічні коробки передач з так званим "секвентальним", тобто послідовним (від лат. sequence - послідовність) перемиканням передач, в яких за допомогою важеля-гойдалки, важеля-джойстика з двома положеннями - зазвичай, "+" і "-", або спеціальних "пелюсток" на кермовій колонці передачі можна перемикати лише одну за одною. Як правило, управління зчепленням у таких системах автоматизовано. Вони знаходять застосування на мотоциклах (дуже широко) і деяких спортивних автомобілях.
Наприклад, у більшості вітчизняних мотоциклів для перемикання передач використовується копірний вал із фігурним пазом, що керує рухом вилок перемикання передач, які, своєю чергою, впливають на ковзаючі шестерні на валах. Передачі при цьому перемикаються пов'язаною з копірним валом педаллю у вигляді гойдалки, яка може провертати його в тому чи іншому напрямку на певний кут. Натискання носком ноги на її передній майданчик викликає перемикання на передачу вниз, п'ятою на задню (або підняття носком переднього майданчика) - на передачу вгору, а "нейтраль" розташована між I і II передачами.

## Перемикання передач
Між шестернями веденого вала розташовані муфти включення передач (Або шліцьові муфти). На відміну від шестерних передач, вони закріплені на своєму валу і обертаються разом з ним, але можуть рухатися у поздовжньому напрямку (вперед-назад).
На сторонах шестерень вторинного валу, звернених до муфти включення передач, є зубчасті вінці. Також, зубчастий вінець має і задній торець ведучого валу. Відповідні зубчасті вінці знаходяться на муфтах включення.

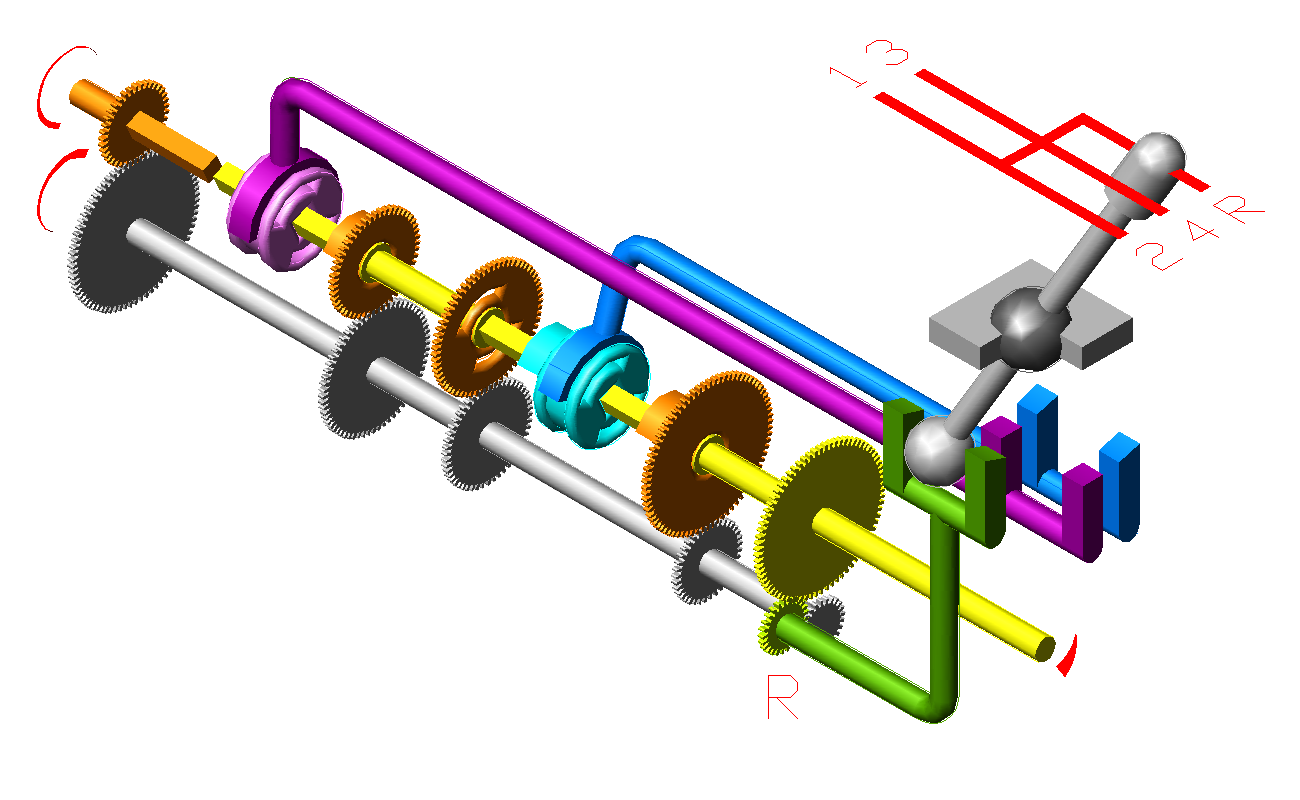
Задня передача
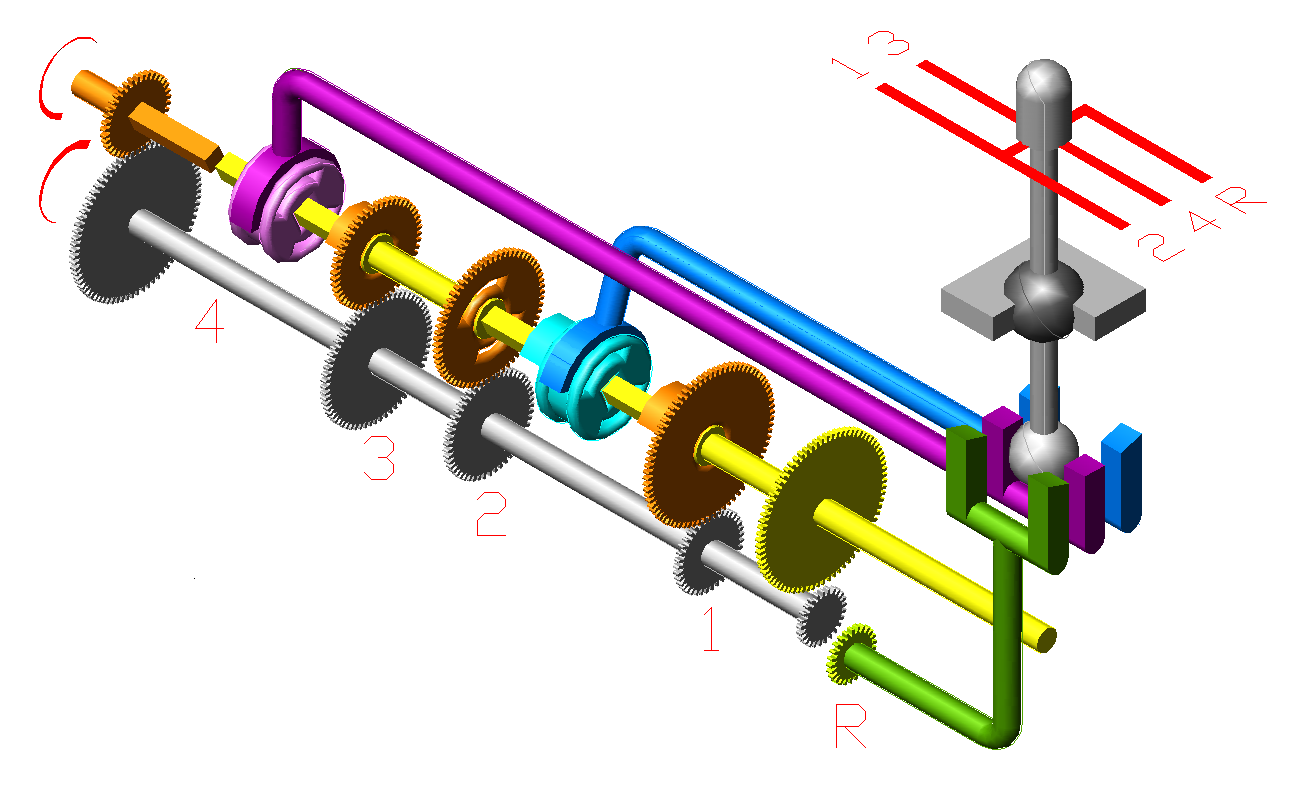
Нейтральна передача
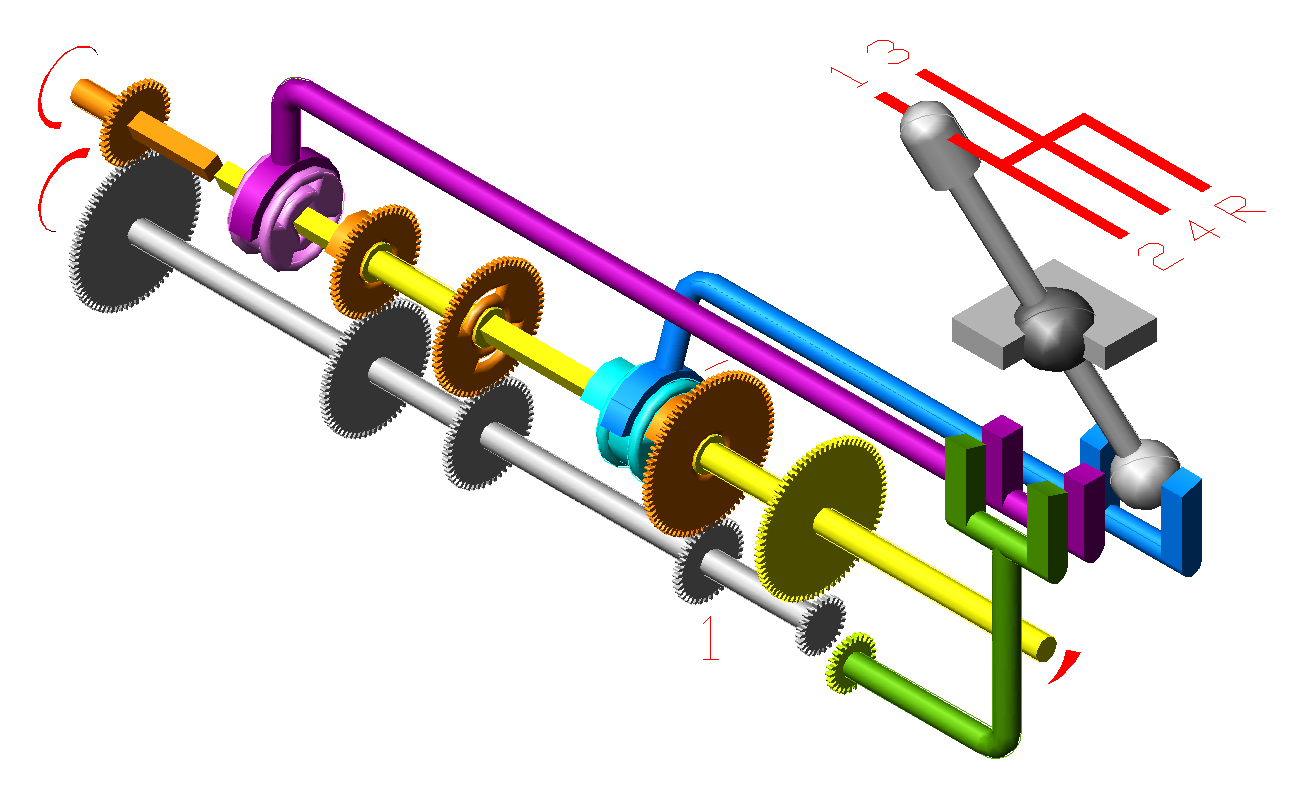
Перша передача
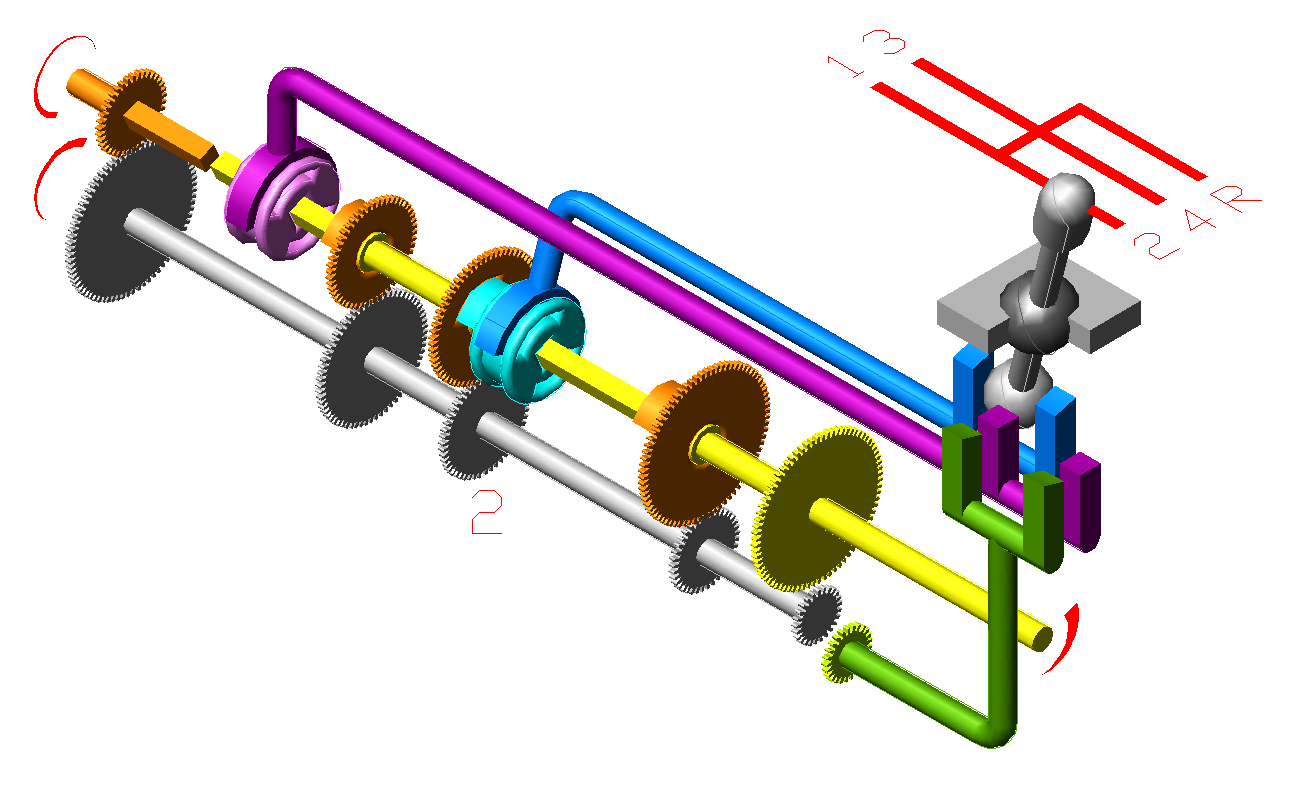
Друга передача
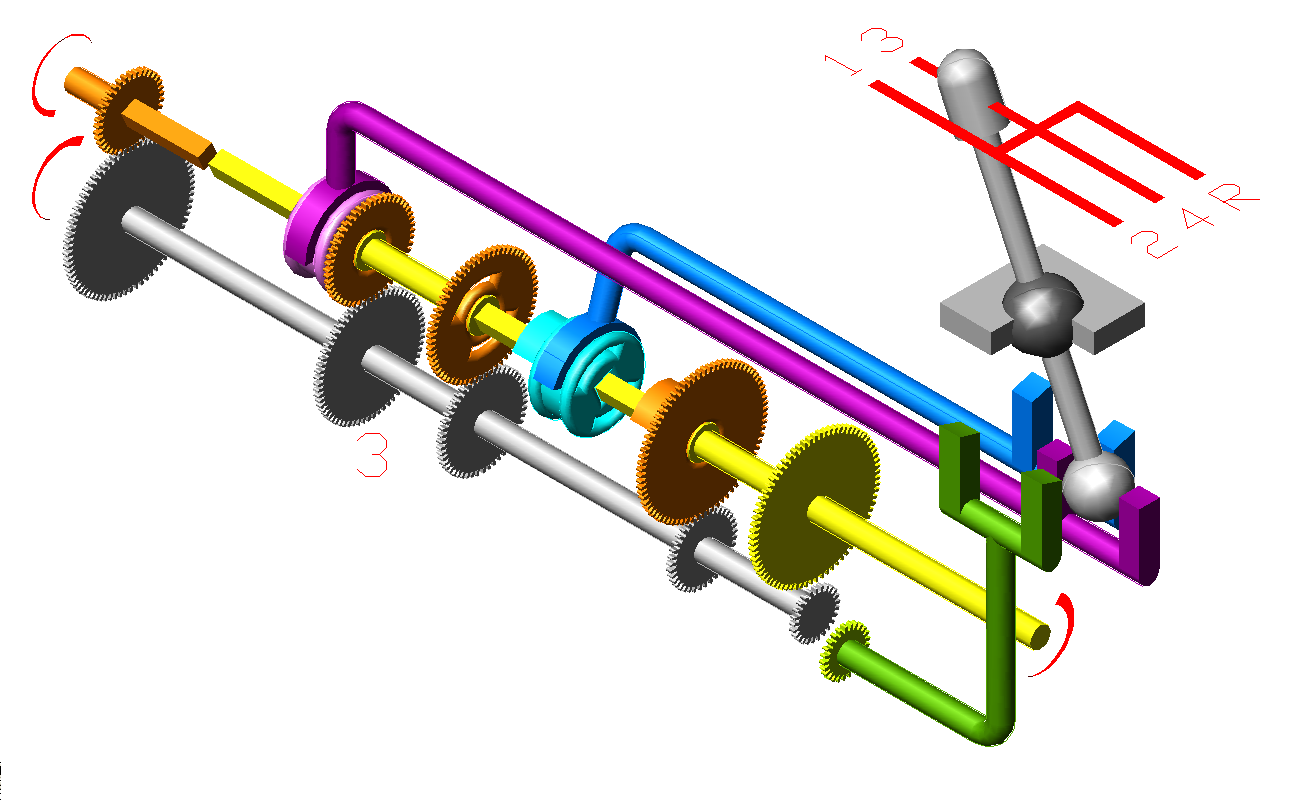
Третя передача
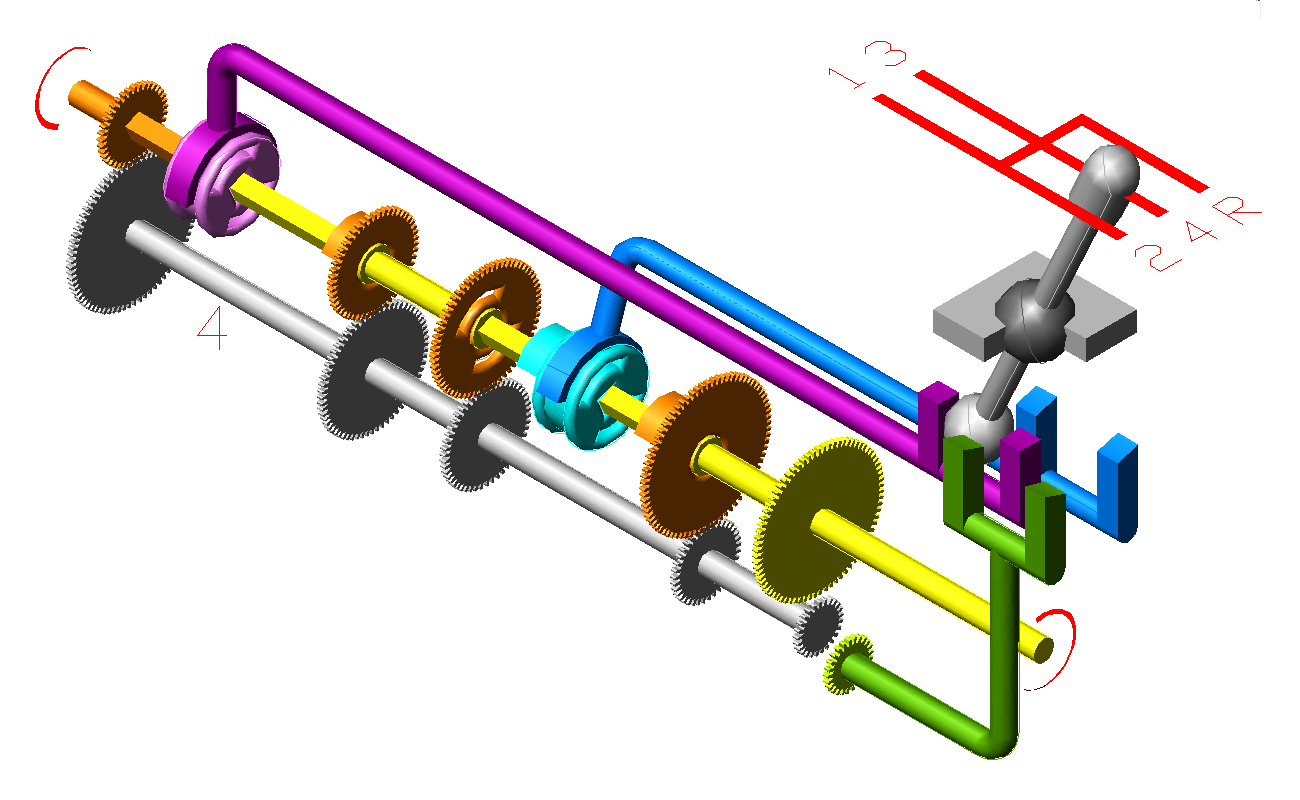
Четверта передача

При русі важеля перемикання передач, за допомогою спеціального приводу через повзуни приводяться в рух вилки перемикання передач, які можуть пересувати муфти включення у поздовжньому напрямку. Спеціальний блокуючий механізм (замок) при цьому не допускає одночасне включення двох передач, що могло б статися, якби важіль перемикання передач зачепив би відразу два повзуна. Замок фіксує два повзуна в нейтральному положенні при русі третього, чим і виключається одночасне включення двох передач.
Коли муфта включення рухається в напрямку шестірні потрібної передачі, їх зубчасті вінці зустрічаються, і муфта включення, яка обертається разом з валом, з’єднується з шестернею передачі, блокуючи її. Після цього вони обертаються разом і коробка передач починає передавати обертання від двигуна на карданний вал і далі — на колеса.
Відповідно, коли жодна муфта включення не блокує жодної шестерні, коробка передач знаходиться в нейтралі, або на нейтральній передачі, при цьому маховик двигуна через муфту зчеплення зв'язаний з вхідним валом, який в свою чергу постійно зчеплений з проміжним валом, що його прокручує, але зв'язок між проміжним і вихідним валами відсутній завдяки нейтральній позиції МКП, а отже двигун не передає крутний момент вихідному валу (а слідом за ним на ведучі колеса автомобіля).